# Bernard Joseph Topel
Bernard Joseph Topel (Bozeman, 31 marzo 1903 – Spokane, 22 ottobre 1986) è stato un vescovo cattolico e matematico statunitense.

## Biografia
Monsignor Bernard Joseph Topel nacque a Bozeman, Montana, il 31 marzo 1903 ed era il quarto figlio di Henry Albert Topel e Mary Pauline (nata Hagen). Suo padre era un sarto originario della Prussia orientale che era arrivato negli Stati Uniti d'America nel 1878 e sua madre era immigrata dalla Svizzera all'età di nove anni.

### Formazione e ministero sacerdotale
Frequentò la scuola elementare di Bozeman e, dopo essersi diplomato alla St. Charles High School di Helena, studiò al Mount St. Charles College. In seguito iniziò gli studi di teologia nel seminario maggiore di Montréal, prima di tornare negli Stati Uniti e di essere ammesso all'Università Cattolica d'America di Washington. Nel 1927 conseguì un master's degree in educazione.
Il 7 giugno 1927 fu ordinato presbitero a Helena. Proseguì gli studi e conseguì un master's degree in matematica all'Università di Harvard e successivamente il dottorato di ricerca nella stessa materia all'Università di Notre Dame. Dal 1934 al 1937 prestò servizio nelle missioni di Toston e Wolf Creek. In seguito tornò all'Università di Notre Dame, dove insegnò matematica per due anni prima di tornare nel Montana. Entrò del corpo docente del Mount St. Charles College, che in seguito mutò nome in Carroll College, come professore di matematica e fisica. Fu anche direttore delle vocazioni della diocesi di Helena.
La sua esperienza come matematico è stata attestata da un commento di Albert Einstein, che disse: "solo un paio di persone hanno veramente capito la teoria della relatività e uno era un giovane prete del Montana", riferendosi a padre Topel.

### Ministero episcopale
Il 9 agosto 1955 papa Pio XII lo nominò vescovo coadiutore di Spokane e titolare di Binda. Ricevette l'ordinazione episcopale il 21 settembre successivo nella cattedrale di Sant'Elena a Helena dal vescovo di Helena Joseph Michael Gilmore, coconsacranti il vescovo di Yakima Joseph Patrick Dougherty e quello di Pueblo Joseph Clement Willging. Il 25 dello stesso mese, alla morte di monsignor Charles Daniel White, gli succedette come terzo vescovo di Spokane. Prese possesso della diocesi il 12 ottobre successivo.
Come professore di matematica al Carroll College da 25 anni, padre Topel era una scelta improbabile per diventare vescovo. Egli affermò: "Sono diventato vescovo senza essere mai stato un pastore o aver lavorato nella cancelleria, il modo comune per diventare vescovo, pensavo di essere l'uomo meno preparato di sempre a diventare vescovo. Poi ho deciso che non lo ero".
Nel 1958 guidò un pellegrinaggio diocesano ai santuari cattolici d'Europa, tra cui il Santuario di Nostra Signora di Lourdes in Francia nel 100º anniversario delle apparizioni di Nostra Signora di Lourdes. Nel 1960 avviò un programma di missione in Guatemala con la Società per le missioni estere degli Stati Uniti d'America. Partecipò al Concilio Vaticano II. Durante il suo mandato di 22 anni, fondò diverse parrocchie e scuole, il seminario "Mater Cleri", il seminario "Bishop White" nel campus dell'Università Gonzaga e la Immaculate Heart Retreat House, una case per madri non sposate e con alloggi per anziani.
Monsignor Topel era noto a livello nazionale per il suo stile di vita austero e per la devozione ai poveri. Mantenne una modesta residenza senza riscaldamento né telefono. Ricavava la maggior parte del suo cibo dal suo orto. Donò il ricavato dalla vendita del suo pastorale e della croce pettorale in beneficenza e ammise che indossare un anello vescovile lo faceva sentire "un po' fuori di testa". Una volta dichiarò: "Sono giunto alla conclusione che la cosa più importante che posso fare nella Chiesa, e che si applica ai cristiani in generale, è di vivere semplicemente per dare soldi ai poveri".
Nel 1974 Walter Abel era il sacerdote supervisore di padre Patrick O'Donnell. Anche prima della sua ordinazione furono espresse preoccupazioni sull'attrazione sessuale di O'Donnell per i ragazzi. Abel sentiva che O'Donnell era un pedofilo e disse al Consiglio diocesano del personale che era essenziale che O'Donnell fosse spostato rapidamente. In quell'epoca la pedofilia era vista come una condizione psicologica suscettibile di trattamento, in qualche modo simile all'alcolismo, e O'Donnell fu mandato via per una terapia al termine della quale continuò ad abusare di ragazzi. Al suo ritorno, monsignor Topel riassegnò padre O'Donnell a una nuova parrocchia dove abusò di diversi giovani. Monsignor Topel si ritirò nel 1978 e padre O'Donnell non sarebbe stato denunciato e sospeso a divinis fino al 1986.
L'11 aprile 1978 papa Paolo VI accettò la sua rinuncia al governo pastorale della diocesi per raggiunti limiti di età. Rimase amministratore apostolico della sede fino all'ingresso del successore, monsignor Lawrence Harold Welsh.
Morì al St. Joseph Care Center di Spokane il 22 ottobre 1986 all'età di 83 anni. È sepolto nell'Holy Cross Cemetery di Spokane.

## Genealogia episcopale
La genealogia episcopale è:
- Cardinale Scipione Rebiba
- Cardinale Giulio Antonio Santori
- Cardinale Girolamo Bernerio, O.P.
- Arcivescovo Galeazzo Sanvitale
- Cardinale Ludovico Ludovisi
- Cardinale Luigi Caetani
- Cardinale Ulderico Carpegna
- Cardinale Paluzzo Paluzzi Altieri degli Albertoni
- Papa Benedetto XIII
- Papa Benedetto XIV
- Papa Clemente XIII
- Cardinale Marcantonio Colonna
- Cardinale Giacinto Sigismondo Gerdil, B.
- Cardinale Giulio Maria della Somaglia
- Cardinale Carlo Odescalchi, S.I.
- Cardinale Costantino Patrizi Naro
- Cardinale Lucido Maria Parocchi
- Papa Pio X
- Cardinale Gaetano De Lai
- Cardinale Raffaele Carlo Rossi, O.C.D.
- Arcivescovo Amleto Giovanni Cicognani
- Vescovo Joseph Michael Gilmore
- Vescovo Bernard Joseph Topel